# Ark Royal (Schiff, 1914)
HMS Ark Royal war ein Flugzeugmutterschiff der Royal Navy. Das 1913 eigentlich als Frachter begonnene Schiff wurde 1914 als Träger für Wasserflugzeuge fertiggestellt. Nach der Teilnahme am Ersten Weltkrieg wurde es 1934 in Pegasus umbenannt, um den traditionsträchtigen Namen für den ersten echten britischen Flugzeugträger frei zu machen. Im Zweiten Weltkrieg diente sie als Flugzeugtransporter, Testschiff für Flugzeugkatapulte, Geleitträger und zuletzt als Wohnschiff.

## Bau
Das Schiff wurde bald nach der Kiellegung als Frachter von der Marine gekauft und nach dem Vorbild der Hermes fertig gestellt. Da damalige Träger noch nicht über ein Flugdeck verfügten, mussten die Flugzeuge mit Katapulten gestartet und, nachdem sie gewassert hatten, mit einem Kran wieder an Bord genommen werden.

## Einsatz
1915 wurde das Schiff im östlichen Mittelmeer beim Dardanellen-Feldzug eingesetzt. Dabei waren u. a. zwei Flugzeuge vom Typ Wight Pusher Seaplane als Aufklärer im Einsatz. Im Januar 1918 wurden zwei Flugzeuge der Ark Royal zu einem Bombenangriff auf den deutschen Großen Kreuzers Goeben eingesetzt.
Nach Kriegsende war das Schiff im Schwarzen Meer unterwegs und transportierte unter anderem Flugzeuge nach Batumi, um weißgardistische Truppen zu unterstützen. Sie war auch bei der Landung der britischen Kolonialtruppen in Somalia dabei. Auch während der Krimoffensive 1920 half sie den weißgardistischen Truppen. Im September 1922, während der Chanak-Krise in den Dardanellen, war sie auch im Mittelmeer im Einsatz. Im Jahre 1923 wurde sie auf Malta überholt und umgebaut.
Im Dezember 1934 wurde das Schiff in Pegasus umbenannt, um den Namen des britischen Flaggschiffes im Kampf gegen die spanische Armada für den ersten von Anfang an als solchen konzipierten Flugzeugträger frei zu machen. Kurz nach Beginn des Zweiten Weltkrieges konnte sie nach der Versenkung der Royal Oak  durch Günther Priens U 47 im Hafen von Scapa Flow Teile der Besatzung retten. Die Pegasus spielte danach nur mehr eine untergeordnete Rolle und diente als Flugzeugtransporter, Testschiff für Flugzeugkatapulte, Geleitträger und zuletzt als Wohnschiff.

## Verbleib
Das Schiff wurde 1946 verkauft. Es war geplant, es in ein Handelsschiff mit dem Namen Anita I umzubauen, was aber wegen struktureller Probleme aufgegeben werden musste. Das Schiff wurde 1949 abgewrackt.